# Stadtpark de Nuremberg

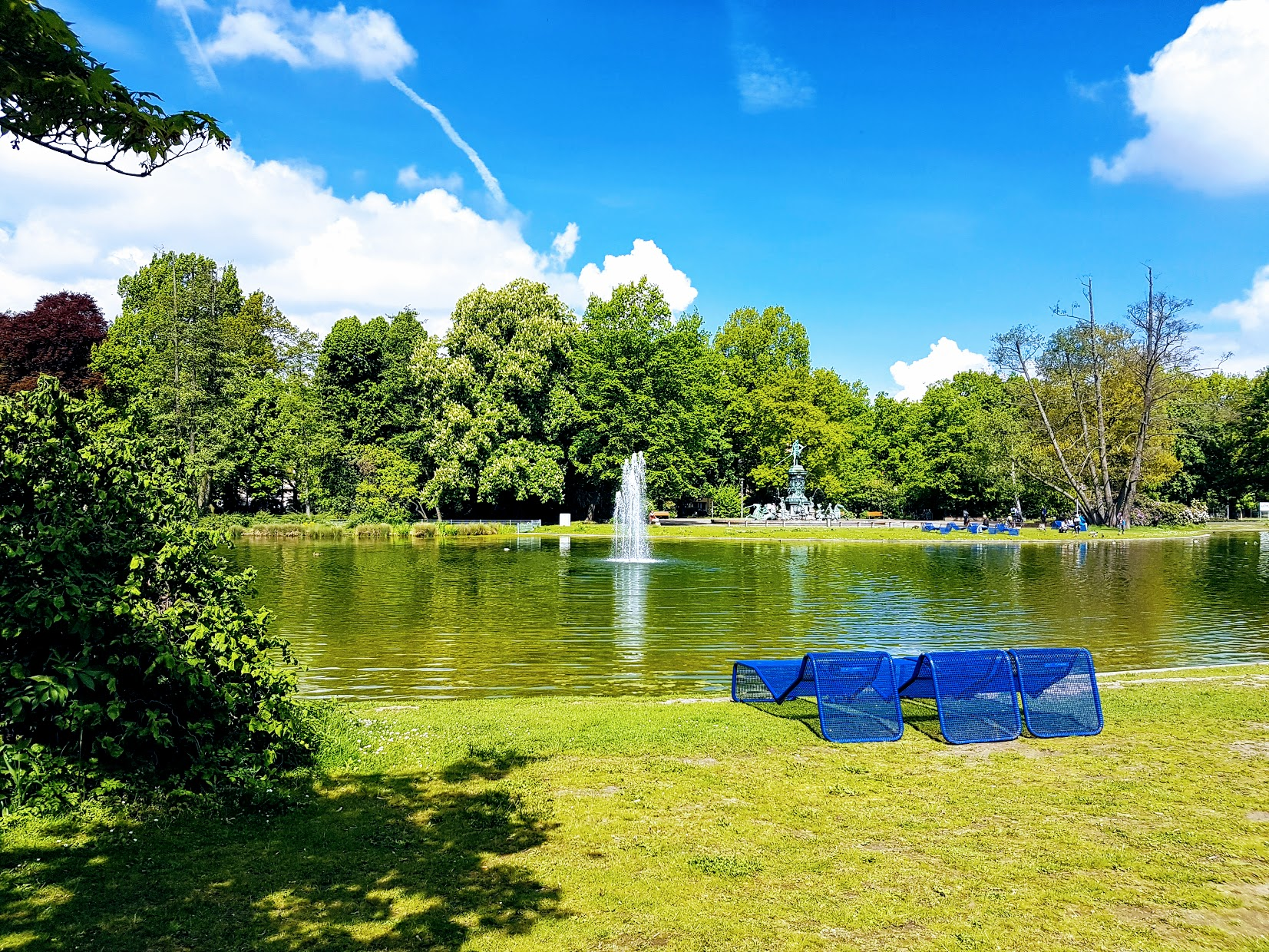
Vue sur l'étang avec la fontaine d'eau

Le Stadtpark (parc municipal) de Nuremberg est un espace vert d'environ 19 hectares. De 1855 à 1882 environ, il s'appelait Maxfeld, avant cela, l'endroit était connu sous le nom de Judenbühl depuis 1349.

## Origine du nom
Le parc de la ville est situé dans un endroit qui a été nommé Judenbühl sur les cartes pendant plusieurs siècles. Le Stadtlexikon Nürnberg attribue ce nom au fait que pendant les pogroms de peste à Nuremberg en 1349, des Juifs ont été brûlés à l'endroit nommé d'après Judenbühl. Le fait que les décombres des maisons détruites du ghetto juif et de la synagogue (c'est là que se trouvent aujourd'hui la place principale du marché et la Frauenkirche) est utilisé comme raison du nom Judenbühl. Stadtpark est aussi le nom du district 262 dans le district 26 Maxfeld , mais la zone n'est pas identique au corridor vert.

## Histoire

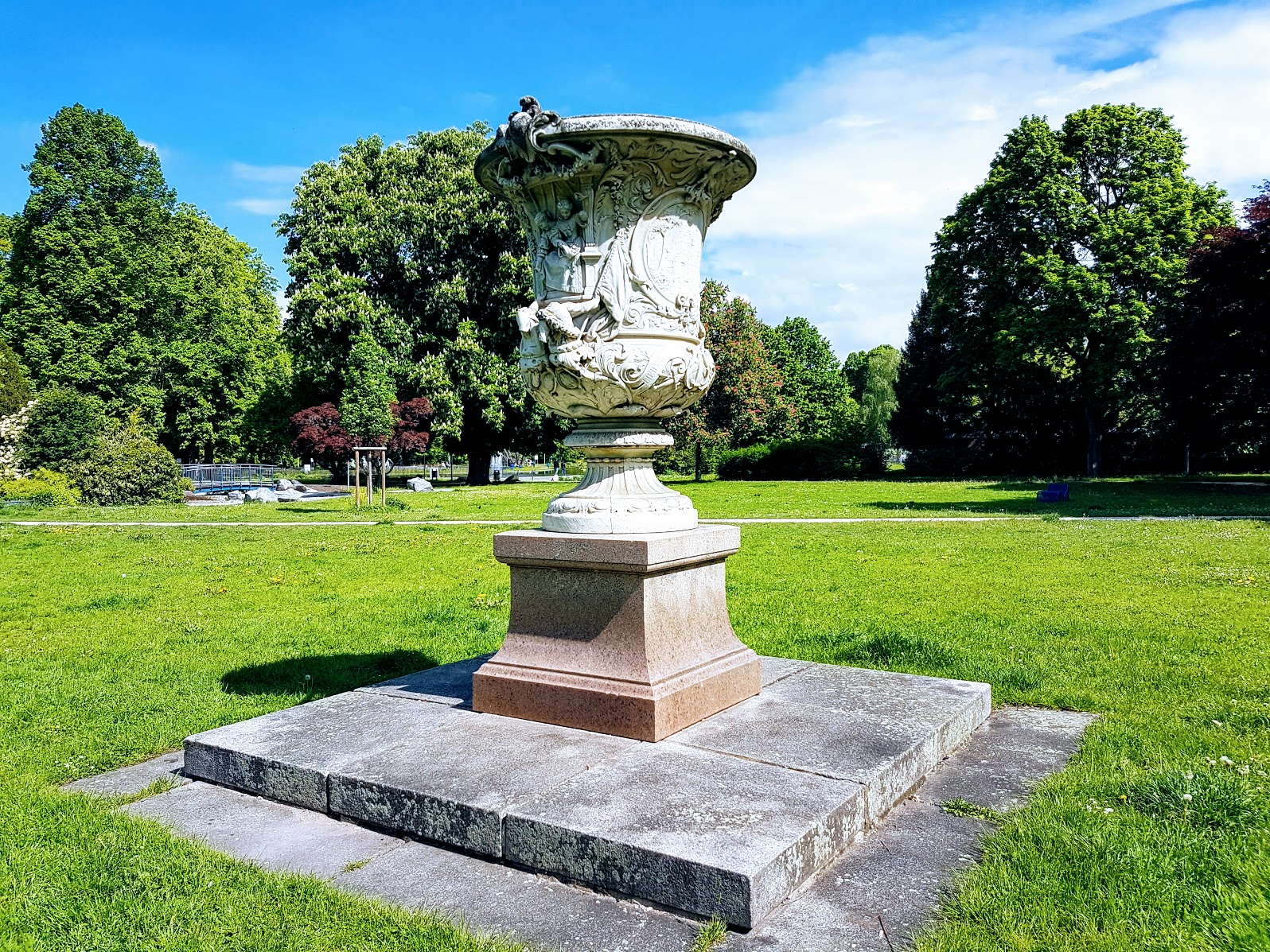
Vase en marbre dans le parc de la ville pour commémorer les fêtes de la chanson en 1891 et 1912 (2017)

Les premiers débuts d'un parc peuvent être datés de 1759. À cette époque, l'officier forestier Johann Burkart Volkamer von Kirchensittenbach am Judenbühl fait planter systématiquement des tilleuls et des marronniers d'Inde. Une carte le documente. La gravure de 1780 de Johann Ludwig Stahl, "Spazier Platz devant la Laufer Tor à Nuremberg appelée le Judenbül" montre l'espace vert, qui dans sa conception avec les rangées régulières d'arbres rappelle beaucoup l'espace vert le plus ancien de Nuremberg, le Hallerwiese, comme Friedrich Albert Annert dans des gravures à peu près contemporaines.
Un événement mémorable a eu lieu sur le Judenbühl lorsque le 28e voyage aérien du Français Jean-Pierre Blanchard avec sa montgolfière le 12 novembre 1787 y débuta et aurait attiré environ 50 000 spectateurs. Un autre spectacle était une assemblée populaire le 13 mars de l'année révolutionnaire 1849, à laquelle environ 30 000 personnes ont participé pour exiger l'adoption de la Constitution impériale. Pendant longtemps, le Judenbühl a également été utilisé comme terrain de parade et champ de tir pour les exercices d'armes.
En 1854, la ville de Nuremberg a acheté des parties du Judenbühl à l'État bavarois. Le 3 juillet 1859, le roi Maximilien II de Bavière et son épouse ont participé au festival folklorique de Nuremberg, qui avait été déplacé au Judenbühl pour la première fois. Le magistrat de la ville demanda au roi l'autorisation de renommer le Judenbühl en Maxfeld. Le roi l'a autorisé, et c'est ainsi que le parc et plus tard le quartier urbain qui s'est développé autour de lui ont reçu ce nom.
Georg Zacharias Platner, l'un des principaux mécènes des parcs de Nuremberg, fit transformer à ses frais le Maxfeld en parc paysager anglais à partir de 1856. Un petit lac artificiel a été créé au cœur de l'espace vert, ouvert du 13 au 16 juillet 1861 pendant le Festival de la chanson allemande, auquel 5 600 chanteurs ont participé. Un vase en marbre érigé en 1891, qui se dresse toujours dans le parc, commémore cet événement.
Nuremberg a été choisi comme lieu de la première exposition nationale bavaroise en 1882. Depuis 1876, le Maxfeld a été développé avec cet événement à l'esprit. La zone d'exposition décorée de manière horticole a été conçue après la fin de l'exposition par le jardinier en chef Adolf Kowallek en fonction des besoins de la population ; les habitants de Nuremberg considéraient désormais l'espace vert comme leur parc officiel de la ville. En 1885, il a reçu un grand restaurant. La deuxième exposition nationale bavaroise de 1896 a apporté de nouvelles transformations et développements horticoles au site selon les plans du jardinier de la ville Franz Elpel. Entre autres, l'étang du parc municipal a été agrandi. Après 1900, le parc a été agrandi à plusieurs reprises. En 1905, le Deumentenhof, une ancienne ferme, a été démoli et sa zone intégrée au parc. Une plaque dans le parc le commémore. Les plans des années 1930/1932 montrent le parc de la ville avec des caractéristiques de conception qui remontent souvent à la conception du parc d'exposition de 1896 (roseraie, système d'allées principales).

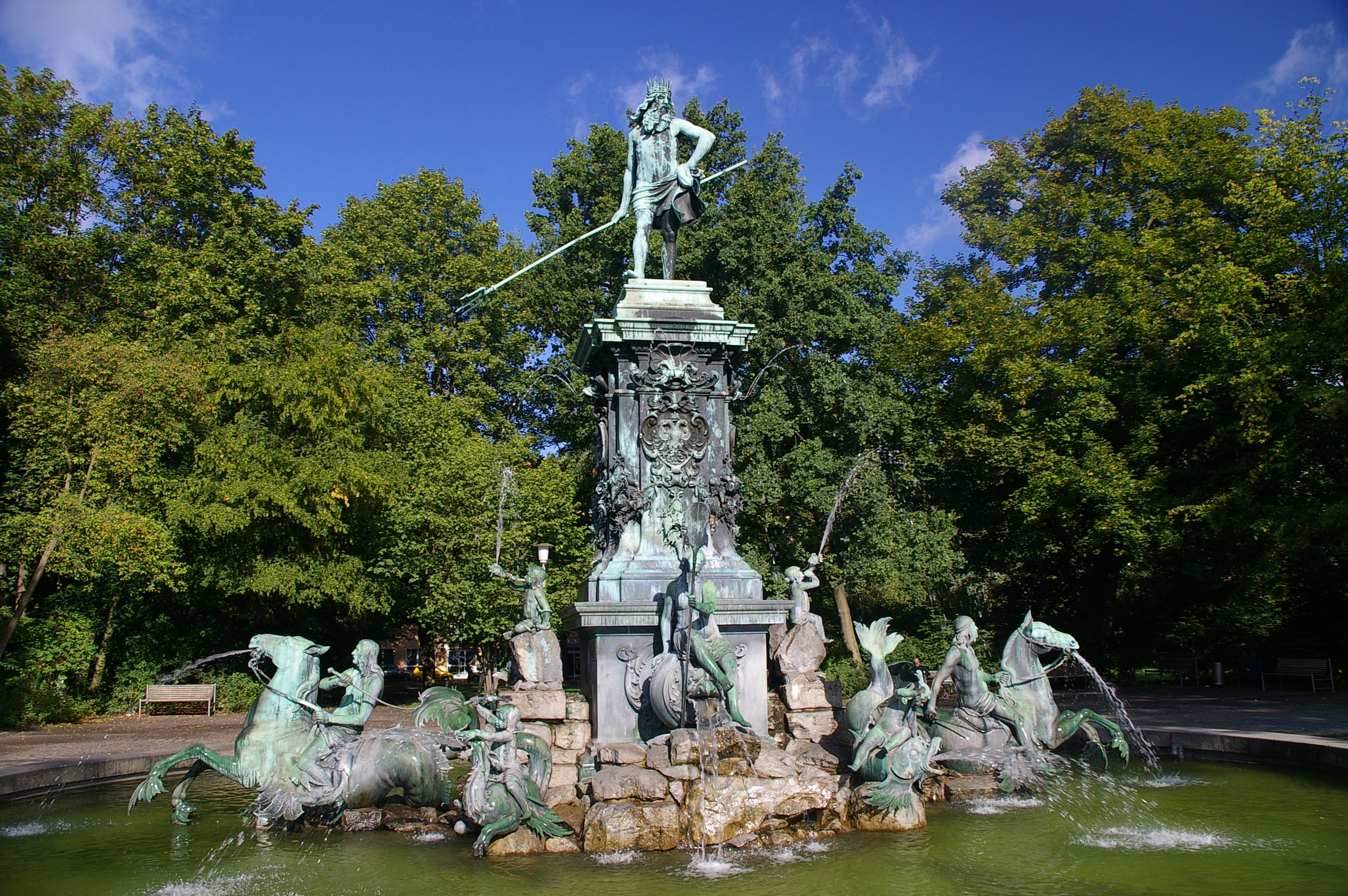
La fontaine de Neptune dans le parc de la ville

### Développements après 1945
Le parc municipal et son restaurant ont été en grande partie dévastés après la Seconde Guerre mondiale. En 1958, sous la direction du directeur du jardin Kurt Ahles, un projet de refonte a été créé et mis en œuvre. Le parc de la ville a reçu une nouvelle apparence moderne. Des cours-jardins, une roseraie et un nouveau restaurant-jardin de ville ont été créés, ainsi qu'une cour de chantier pour le bureau horticole et un jardin d'enfants en bordure du parc. Le système historique des chemins principaux a été complètement modifié. En 1962, la fontaine de Neptune, qui a été démolie du marché principal en 1934 à cause des rassemblements du parti nazi, a été placée dans un bassin en béton à l'ouest du Stadtparkweiher après avoir été érigée temporairement sur la Marienplatz (aujourd'hui Willy-Brandt-Platz) de 1937 à 1962. Des réaménagements et des rénovations ont eu lieu à partir de 1997 dans la zone de l'étang, des pergolas, de la roseraie et des aires de jeux.

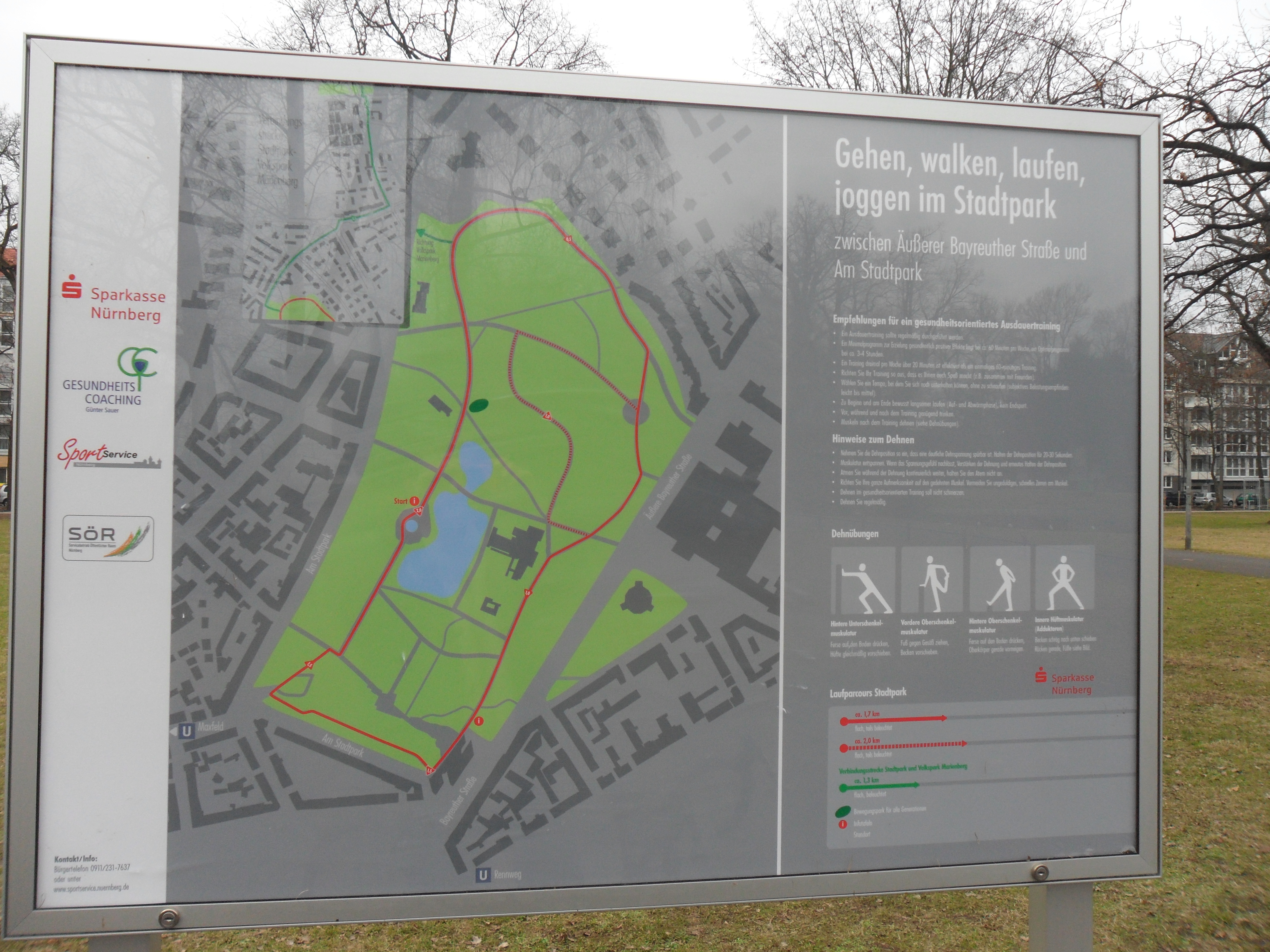
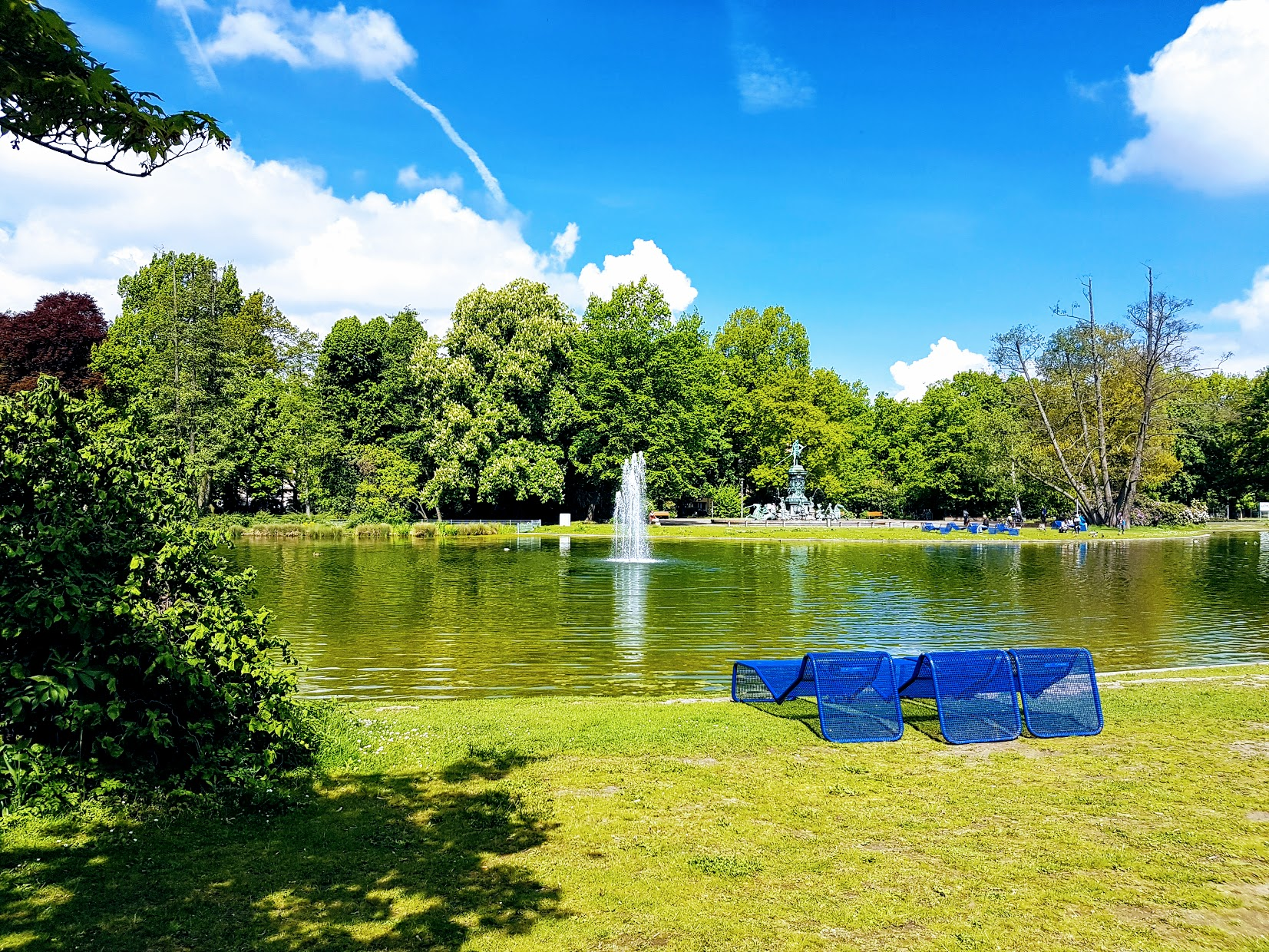
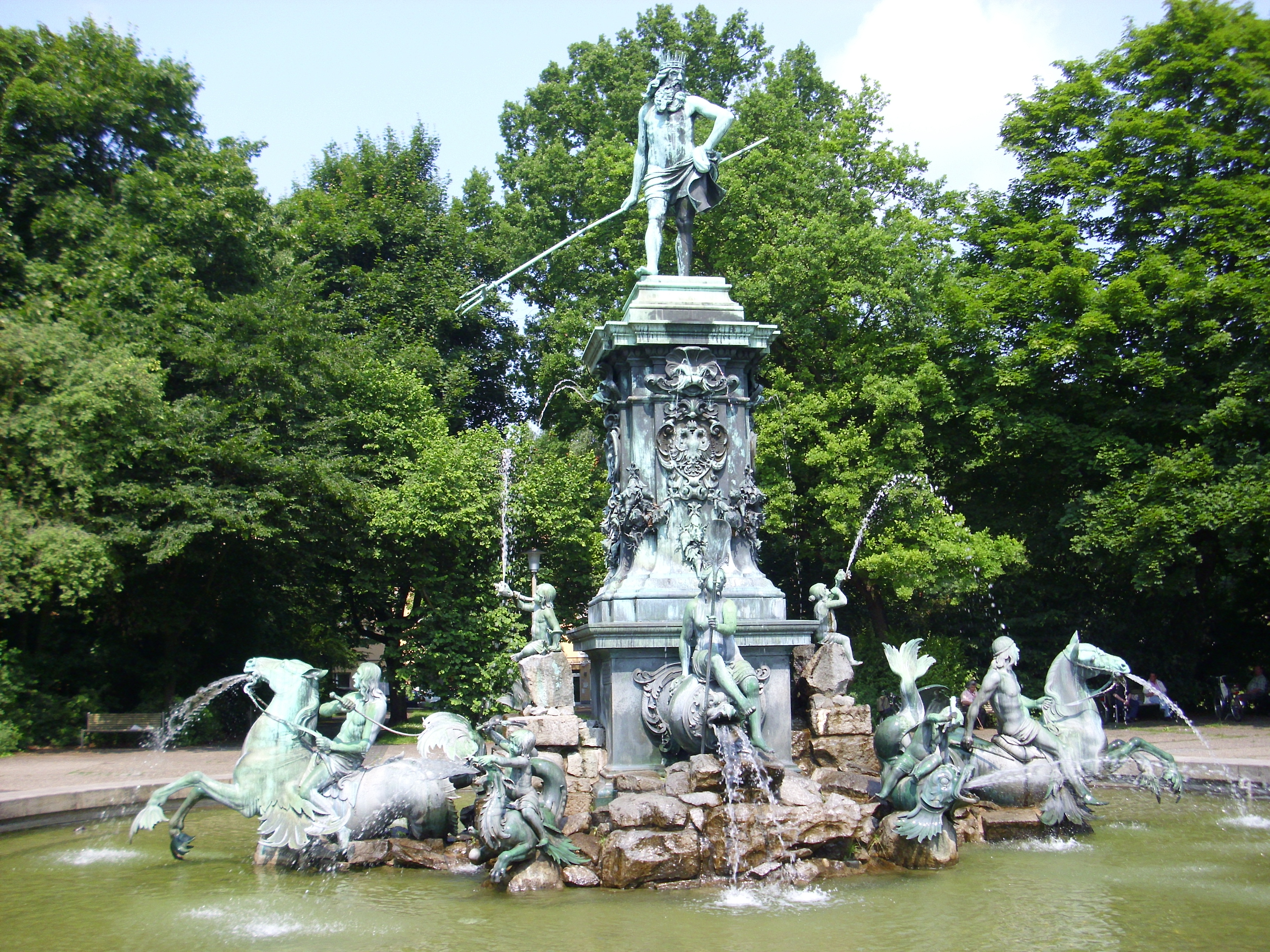
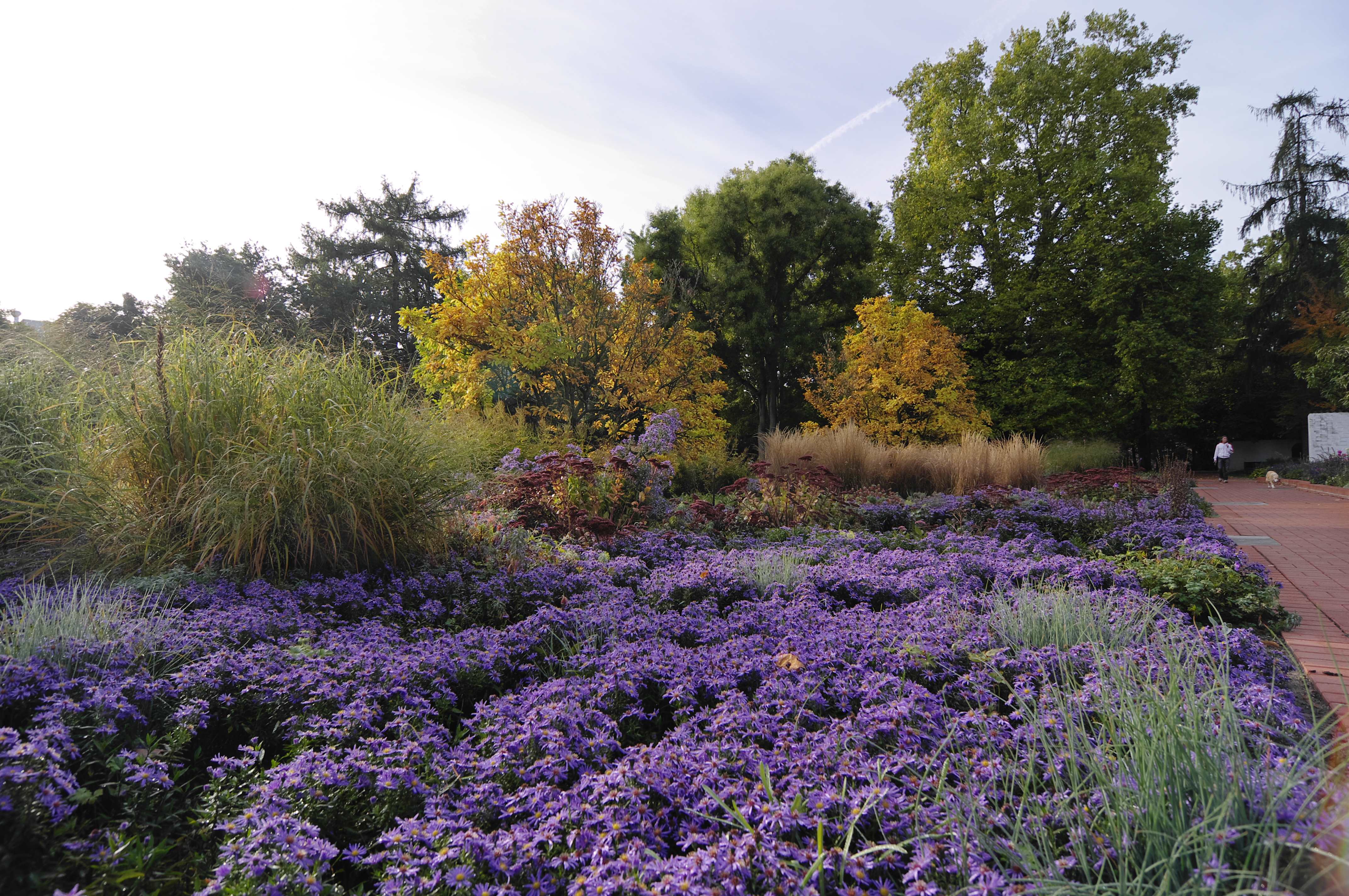

## Littérature
- Rita Fischer-Wildhagen : Fête folklorique pour le roi - le parc de la ville et son histoire mouvementée. Dans : Stadtpark Journal 63 / III / 90 ; éd. de l'association industrielle et culturelle e. V., Nuremberg 1990.
- Hans Hecht : La première ascension en montgolfière à Nuremberg avec beaucoup de garnitures . In : Communications de l'Association pour l'histoire de la ville de Nuremberg . Tome 39, Nuremberg 1944, p. 237-248.
- Theo Friedrich : Du Hesperidengarten au Volkspark. Culture des jardins et entretien des espaces verts urbains du Moyen Âge à nos jours à Nuremberg. Verlag Edelmann, Nuremberg 1993  (ISBN 3-87191-181-X).
- Anneliese Leindecker : Le parc municipal de Nuremberg à travers les siècles. Dans : Gudrun Vollmuth : Jardins et Gärtla dans et autour de Nuremberg. Une lecture pas seulement pour les jardiniers. Verlag Walter E. Keller, Treuchtlingen 1995  (ISBN 3-924828-67-9), p. 63-67.
- Anneliese Leindecker : Le parc de la ville au fil des saisons. Dans : Gudrun Vollmuth : Jardins et Gärtla dans et autour de Nuremberg. Un lecteur pas seulement pour les jardiniers. Verlag Walter E. Keller, Treuchtlingen 1995  (ISBN 3-924828-67-9), p. 68-71.
- Erich Mulzer : L'odyssée de Neptune (histoire de la fontaine de Neptune). Dans : Nürnberger Altstadtberichte, Ed. : Altstadtfreunde Nürnberg e. V., numéro 13 (1988)
- Rudi Viertel : De Judenbühl à Maxfeld. Le parc de la ville de Nuremberg et son histoire. (Ed. : Ville de Nuremberg, Office Horticole) 2. Édition Février 2007

## Liens web
- FrankenWiki : Stadtpark Nürnberg (consulté le 16 juin 2015)

## Source de traduction
- (de) Cet article est partiellement ou en totalité issu de l’article de Wikipédia en allemand intitulé « Stadtpark Nürnberg » (voir la liste des auteurs).